# Cantón de Clairvaux-les-Lacs
El cantón de Clairvaux-les-Lacs era una división administrativa francesa, que estaba situada en el departamento de Jura y la región de Franco Condado.

## Composición
El cantón estaba formado por veinticuatro comunas:
- Barésia-sur-l'Ain
- Boissia
- Charcier
- Charézier
- Chevrotaine
- Clairvaux-les-Lacs
- Cogna
- Doucier
- Fontenu
- Hautecour
- La Frasnée
- Largillay-Marsonnay
- Le Frasnois
- Marigny
- Menétrux-en-Joux
- Mesnois
- Patornay
- Pont-de-Poitte
- Saffloz
- Songeson
- Soucia
- Thoiria
- Uxelles
- Vertamboz

## Supresión del cantón de Clairvaux-les-Lacs
En aplicación del Decreto nº 2014-165 de 17 de febrero de 2014, el cantón de Clairvaux-les-Lacs fue suprimido el 22 de marzo de 2015 y sus 24 comunas pasaron a formar parte del nuevo cantón de Saint-Laurent-en-Grandvaux.